# Wolfgang Denzel

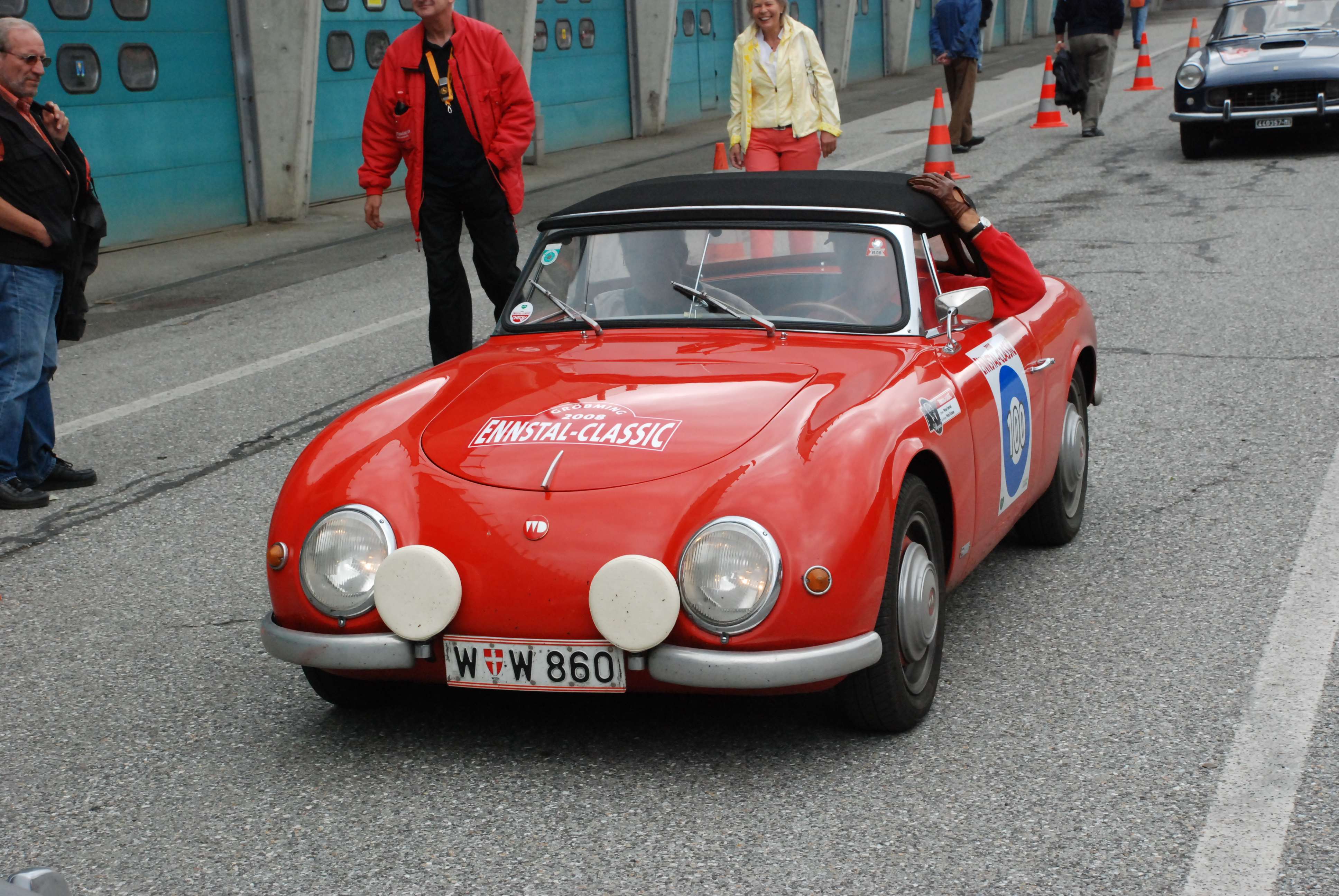
Ein Denzel 1300S bei der Ennstal-Classic 2008

Wolfgang Denzel (* 11. Januar 1908 in Graz; † 15. April 1990 in Berg am Starnberger See) war ein österreichischer Rennsportler, Konstrukteur und Unternehmer.

## Leben
Denzel studierte an der Technischen Hochschule Graz und war seit 1926 Mitglied der Akademischen Burschenschaft Allemannia Graz. Bereits während seines Technikstudiums konstruierte er sein erstes Motorrad. Zwischen 1937 und 1977 war er Handelsvertreter bzw. Generalimporteur für die BMW AG in der Steiermark/Kärnten bzw. in ganz Österreich. Nach dem Krieg übernahm er die gleiche Position für Facel-Véga, Lancia, Volvo, Mitsubishi Motors, Hyundai und andere.
Während seines Lebens erzielte Denzel als Rennsportler etwa 300 Siege, mit Motorrädern und Rennwagen im Motorsport, im Skisport sowie zuletzt im Hochsee-Segelsport. Bei einer Vielzahl kamen eigene Konstruktionen (Sportwagen „WD“ (Wolfgang Denzel) und „Denzel“; Rennyachten) zum Einsatz.
Auch zahlreiche technische Entwicklungen im Motorenbau und Automobilbau stammen von Wolfgang Denzel. Neben seiner Sportwagenmanufaktur in Wien-Mariahilf (1948–1960), war er bei Konstruktion und Bau der Prototypen für den BMW 700 maßgeblich beteiligt.
Seit den 1970er Jahren besteht das Entwicklungszentrum der Wolfgang Denzel AG. Die Aktiengesellschaft ist heute Inhaber seiner technischen Patente und Lizenzgeber für bedeutende Automobilhersteller. In den 2000er Jahren wurde die Denzel AG auch zum Anbieter weiterer Mobilitätsdienstleistungen, wie beispielsweise Carsharing. Er hinterließ die beiden Söhne Peter und Nikolaus.

## Auszeichnungen
- 1982: Großes Silbernes Ehrenzeichen für Verdienste um die Republik Österreich[4]